# Elva (Landgemeinde)
Elva ist eine Landgemeinde im estnischen Kreis Tartu mit einer Fläche von 650 km². Sie hat 14.767 Einwohner (Stand 2025). Sie entstand 2017 aus dem Zusammenschluss der Stadtgemeinde Elva mit den Landgemeinden Konguta, Puhja, Rannu und Rõngu.
Neben dem Hauptort Elva (5669 Einwohner) gehören zur Landgemeinde die Dörfer Annikoru, Ervu, Härjanurme, Järvaküla, Järveküla, Käärdi, Kaarlijärve, Kaimi, Kalme, Käo, Kapsta, Karijärve, Kipastu, Kirepi, Kobilu, Kõduküla, Konguta, Koopsi, Koruste, Külaaseme, Kulli, Kurelaane, Kureküla, Lapetukme, Lembevere, Lossimäe, Mäeotsa, Mäeselja, Majala, Mälgi, Metsalaane, Mõisanurme, Nasja, Neemisküla, Noorma, Paju, Palupõhja, Piigandi, Poole, Pööritsa, Poriküla, Puhja, Raigaste, Rämsi, Rannaküla, Ridaküla, Rõngu, Saare, Sangla, Suure-Rakke, Tamme, Tammiste, Tännassilma, Teedla, Teilma, Tilga, Uderna, Ulila, Utukolga, Vahessaare, Väike-Rakke, Valguta, Vallapalu, Vehendi, Vellavere, Verevi, Vihavu, Võllinge und Võsivere.

## Persönlichkeiten
- Peeter Grünfeldt (1865–1937), estnischer Schriftsteller, Übersetzer und Journalist, geboren in Pühaste